# Excoecaria stenophylla
Excoecaria stenophylla är en törelväxtart som beskrevs av Elmer Drew Merrill. Excoecaria stenophylla ingår i släktet Excoecaria och familjen törelväxter.
Artens utbredningsområde är Filippinerna. Inga underarter finns listade i Catalogue of Life.